# Municipalità locale di Phokwane
Phokwane è una municipalità locale (in inglese Phokwane Local Municipality) appartenente alla municipalità distrettuale di Frances Baard della Provincia del Capo Settentrionale in Sudafrica. 
In base al censimento del 2001 la sua popolazione è di 61.321 abitanti.
La sede amministrativa e legislativa è la città di Hartswater e il suo territorio si estende su una superficie di 833 km² ed è suddiviso in 9 circoscrizioni elettorali (wards). Il suo codice di distretto è NC094.

## Geografia fisica

### Confini
La municipalità locale di Phokwane confina a nord e a ovest con quella di Greater Taung (Dr Ruth Segomotsi Mompati/Nordovest), a est con quella di Lekwa-Teemane (Dr Ruth Segomotsi Mompati/Nordovest) e a sud con quella di Magareng.

### Città e comuni
- Andalusia Park
- Ganspan
- Hartswater
- Jan Kempdorp
- Pampierstad

### Fiumi
- Harts
- Phokwane